# Кубок Боснії і Герцеговини з футболу 2007—2008
Кубок Боснії і Герцеговини з футболу 2007–2008 — 14-й розіграш кубкового футбольного турніру в Боснії і Герцеговині. Володарем кубку вперше став Зриньські.

## Календар
| Раунд       | Дата                    | Матчі | Клуби   |
| ----------- | ----------------------- | ----- | ------- |
| 1/16 фіналу | 24-30 жовтня 2007       | 16    | 32 → 16 |
| 1/8 фіналу  | 7/28 листопада 2007     | 16    | 16 → 8  |
| 1/4 фіналу  | 5-12/19 березня 2008    | 8     | 8 → 4   |
| 1/2 фіналу  | 9/23 квітня 2008        | 4     | 4 → 2   |
| Фінал       | 14 травня/4 червня 2008 | 2     | 2 → 1   |

## 1/16 фіналу
| Команда 1                | Рахунок        | Команда 2                    |
| ------------------------ | -------------- | ---------------------------- |
| 24 жовтня 2007           |                |                              |
| Челік                    | 3:0            | Єдинство (Біхач)             |
| Широкі Брієг             | 1:0            | Жепче                        |
| Леотар                   | 4:1            | Дриновці (2)                 |
| Модрича                  | 5:0            | Троглав (2)                  |
| Посуш'є                  | 5:0            | Радник (Бієліна) (2)         |
| Травнік                  | 2:1            | Любич (Прнявор) (2)          |
| Слобода (Тузла)          | 1:0            | Будучност (Бановичі) (2)     |
| Борац (Шамац) (2)        | 0:1            | Славія                       |
| Дрина (Вишеград) (2)     | 0:3            | Зриньські                    |
| Іґман (Коніц) (2)        | 1:2            | Вележ                        |
| Желєзнічар               | 5:0            | Коліна (Устіколіна) (3)      |
| Ораш'є                   | 2:0            | Подгрмец (Санський Мост) (3) |
| Раднік (Хаджичі) (3)     | 1:5            | Сараєво                      |
| Бротньо (2)              | 5:0            | Слога (Добой) (2)            |
| Братство (Грачаниця) (2) | 2:2 (пен. 4:3) | Рудар (Какань) (2)           |
| 30 жовтня 2007           |                |                              |
| Борац (Баня-Лука) (2)    | 0:3            | Лакташі                      |

## 1/8 фіналу
| Команда 1                | Заг.           | Команда 2       | 1-й матч | 2-й матч |
| ------------------------ | -------------- | --------------- | -------- | -------- |
| 7/28 листопада 2007      |                |                 |          |          |
| Братство (Грачаниця) (2) | 1:4            | Широкі Брієг    | 0:1      | 1:3      |
| Посуш'є                  | 4:0            | Челік           | 2:0      | 2:0      |
| Сараєво                  | 2:2 (пен. 7:6) | Вележ           | 1:1      | 1:1      |
| Модрича                  | 5:6            | Желєзнічар      | 3:3      | 2:3      |
| Бротньо (2)              | 3:6            | Лакташі         | 2:2      | 1:4      |
| Травнік                  | 1:2            | Леотар          | 0:0      | 1:2      |
| Ораш'є                   | 1:5            | Слобода (Тузла) | 0:0      | 1:5      |
| Славія                   | 2:4            | Зриньські       | 2:3      | 0:1      |

## 1/4 фіналу
| Команда 1         | Заг.         | Команда 2    | 1-й матч | 2-й матч |
| ----------------- | ------------ | ------------ | -------- | -------- |
| 5/19 березня 2008 |              |              |          |          |
| Посуш'є           | 4:1          | Лакташі      | 1:0      | 3:1      |
| Зриньські         | 1:1 пен. 3:2 | Широкі Брієг | 1:0      | 0:1      |
| Слобода (Тузла)   | 6:2          | Леотар       | 6:1      | 0:1      |
| Желєзнічар        | 5:5 (ч)      | Сараєво      | 3:1      | 2:4      |

## 1/2 фіналу
| Команда 1        | Заг. | Команда 2       | 1-й матч | 2-й матч |
| ---------------- | ---- | --------------- | -------- | -------- |
| 9/23 квітня 2008 |      |                 |          |          |
| Желєзнічар       | 1:2  | Слобода (Тузла) | 1:1      | 0:1      |
| Зриньські        | 6:0  | Посуш'є         | 4:0      | 2:0      |

## Фінал
| Команда 1               | Заг.         | Команда 2 | 1-й матч | 2-й матч |
| ----------------------- | ------------ | --------- | -------- | -------- |
| 14 травня/4 червня 2008 |              |           |          |          |
| Слобода (Тузла)         | 3:3 пен. 1:4 | Зриньські | 2:1      | 1:2      |

### Перший матч
| 14 травня 2008 21:15 (UTC+2) |

| Слобода (Тузла)                     | 2:1      | Зриньські           |
| ----------------------------------- | -------- | ------------------- |
| Хусеїнович 14' Касапович 90' (пен.) | Протокол | Проданович 66' (аг) |

| Тушань, Тузла Глядачів: 5 000 Арбітр: Драган Скакич |

### Повторний матч
| 4 червня 2008 21:15 (UTC+2) |

| Зриньські              | 2:1 дч   | Слобода (Тузла) |
| ---------------------- | -------- | --------------- |
| Джидич 30' Ландека 66' | Протокол | Тосунович 47'   |

| Бієлі-Брієґ, Мостар Глядачів: 6 000 Арбітр: Русмір Мркович |

|  |     | Пенальті |
|  | 4:1 |          |